# Ataru Nakamura
Ataru Nakamura (中村 中 Nakamura Ataru?,  Tokio, Japón, 28 de junio de 1985) es una cantante, compositora y actriz japonesa.

## Biografía
Desde su niñez, Nakamura sintió atracción hacia la música, hasta el punto de no pensar dedicarse a otra cosa aparte de la carrera de canto. Desde los diez años de edad comenzó a aprender a tocar el piano ella sola, y ya a los quince comenzaba a escribir sus propias canciones, y también a realizar presentaciones callejeras donde se destacan principalmente las realizadas a las afueras de la estación Niigata cerca de su hogar.
Poco tiempo después comenzaba a aparecer su nombre en distintas competencias musicales, y su nombre se hizo de mayor reconocimiento tras ganar el primer lugar de en el Katsushika Band Festival, donde se convirtió en la primera solista que gana el premio en cuestión. Su primeros trabajos discográficos los realizó como artista indie, inicialmente con su álbum "Shouchikubai" en 2004 ya con 19 años de edad, y posteriormente un cover para la banda GO!GO!7188 en un álbum tributo. Su primer sencillo fue titulado Tomodachi no Uta (La canción del amigo), lanzado el día de su cumpleaños de 2005, que fue curiosamente la primera canción que escribió.
En 2006, Ataru se convierte en una artista major, al informarse que ha firmado un contrato con Avex. Su primer sencillo major, "Yogoreta Shitagi" fue lanzado el día de su cumpleaños de ese año, pasando algo desapercibido dentro de la industria. Avex, empeñado en potenciar la imagen de la joven, la puso como artista inicial en las giras anuales de a-nation, para que el público masivo que atiende a ese concierto para ver a la mayoría de los artistas del sello, la fueran finalmente conociendo.
Su segundo sencillo fue una reedición de "Tomodachi no Uta", que inicialmente también había comenzado débilmente al igual que su primer trabajo, fuera del Top 150 de Oricon. Pero no fue hasta que Ataru confesara en el programa de televisión All Night Nippon que tuvo un desorden de identidad de género sexual, y que antes de realizarse una vaginoplastia era de sexo masculino. Esto causó gran comoción en la industria japonesa, ya que Ataru Nakamura se convertía en una de las únicas personalidades japonesas que han cambiado de sexo, y las ventas de su segundo sencillo se dispararon. La semana de este alboroto mediático el "Tomodachi no Uta" subió de manera rotunda más de 50 puestos en las listas de una semana a otra, y la canción pasó a ser el tema oficial del drama de televisión Watashi ga Watashi de Aru Tame ni, donde Nakamura incluso participó interpretando a un personaje transexual. Solo unas semanas más tarde el sencillo llegaba desde el puesto n.º 150 al n.º 9. En noviembre del mismo lanzó su tercer sencillo "Watashi no Naka no 'Ii Onna'" (La linda mujer dentro de mí), que debutaba en el puesto nº 39 la misma semana que "Tomodachi no Uta" estaba en el puesto nº 16. Y ese mismo día fue lanzado el single de la banda AAA titulado "Chewing Gum", escrito por la misma Ataru.
Su primer álbum major de estudio, "Ten Made Todoke", fue lanzado el 1 de enero de 2007 bajo el sello avex trax. Su más reciente sencillo, "Kaze ni Naru" fue escogido para ser el tema principal de la película Sakebi, por ser estrenada en 2007.

## Vida personal
Nakamura fue asignada como hombre al nacer y se sometió a una cirugía de reasignación de sexo después de luchar con cuestiones de identidad de género por años. Esto fue mencionado en su biografía oficial durante su aparición en el Kōhaku Uta Gassen de 2007.

## Discografía

### Singles
1. Yogoreta Shitagi (汚れた下着?) (28 de junio de 2006)
2. Tomodachi no Uta (友達の詩?) (6 de septiembre de 2006) - relanzamiento de su sencillo indie
3. Watashi no Nana no "Ii Onna" (私の中の「いい女」?) (15 de noviembre de 2006)
4. Kaze ni Naru (風になる?) (27 de febrero de 2007)
5. Ringo Uri (リンゴ売り?) (27 de junio de 2007)

### Álbumes
1. Ten Made Todoke (天までとどけ?) (1 de enero de 2007)

### Indies
- Shouchikubai (松竹梅?) (2004) - álbum
- Tomodachi no Uta (友達の詩?) (28 de junio de 2006) - single

### Colaboraciones
- WHO PLAYS A GO-GO? ～GO!GO!7188 Amateur Tribute Album～ (20 de abril de 2005)
cover del tema "Ame Nochi Ame Nochi Ame" (雨のち雨のち雨?)

#### Creaciones musicales
Para otros artistas.
- Hiromi Iwasaki "Tomodachi no Uta"
- AAA "Chewing Gum"